# Lešany (Skuteč)
Lešany je malá vesnice, část města Skuteč v okrese Chrudim. Nachází se asi 4 km na jihovýchod od Skutče.
Název obce se vysvětluje tak, že osada ležela „mezi lesy“. Ves se připomíná již v letech 1392 jako Lessany v držbě statku hradu Rychumburk ve vkladu do zemských desk z 8. června 1392 a 1456 při rychmburském panství.Roku 1925 byly odloučeny od obce Rychumburk. Součástí vesnice je i osada Hesiny, ve které se nacházejí dvě čísla popisná.
V obci je evidováno 35 adres. V roce 2001 zde trvale žilo 35 obyvatel. Usedlosti čp. 11 a 16 jsou chráněné jako kulturní památky České republiky.
Lešany je také název katastrálního území o rozloze 2,59219 km2.